# Aralikatti, Hirekerur
Aralikatti là một làng thuộc tehsil Hirekerur, huyện Haveri, bang Karnataka, Ấn Độ.